# Kentucky Derby

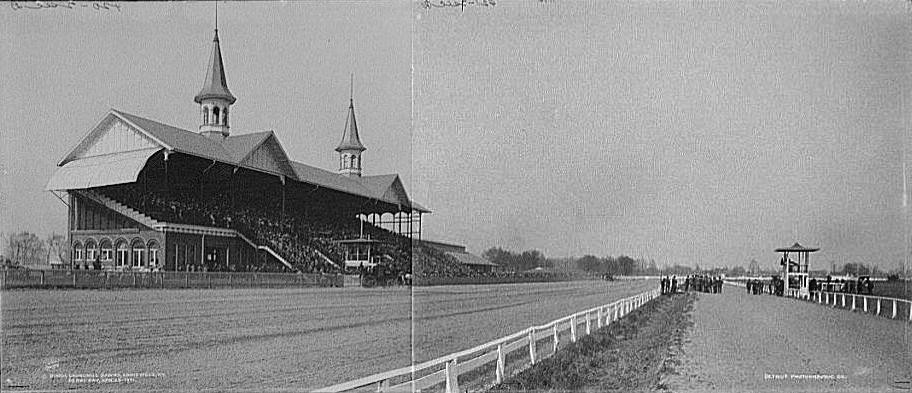
Churchill Downs 1901.

Kentucky Derby är ett klassiskt galopplöp för 3-åriga engelska fullblodshästar. Det hålls årligen den första lördagen i maj på Churchill Downs i Louisville, Kentucky under Kentucky Derby Festival. Löpet är ett av USA:s äldsta fullblodskapplöpningar då första upplagan av löpet reds redan 1875. Det är ett Grupp 1-löp, det vill säga ett löp av högsta internationella klass. Löpet rids över 2012 meter.
Kentucky Derby hör tillsammans med Preakness Stakes och Belmont Stakes till Triple Crown-löpen i amerikansk galoppsport. Prissumman varierar, men mellan år 2001 och 2008 har prissumman legat mellan $800 200 och $5 854 800, vilket i genomsnitt är $1 917 075 i prissumma varje år. Löpet har smeknamnet The Run for the Roses, och kallas ofta Sportens två mest nervkittlande minuter.
Hästen Nyquist vann löpet 2016, och är döpt efter ishockeyspelaren Gustav Nyquist, eftersom ägaren är ett stort fan till ishockeylaget Detroit Red Wings, för vilket Gustav Nyquist spelade.

## Segrare
Fetmarkerat namn anger att hästen även vunnit Triple Crown.
 anger ett sto.
Källa: 
| År   | Häst              | Jockey              | Tränare               | Ägare                                                                           | Tid     |
| ---- | ----------------- | ------------------- | --------------------- | ------------------------------------------------------------------------------- | ------- |
| 2025 | Sovereignty       | Junior Alvarado     | Bill Mott             | Godolphin                                                                       | 2:02.31 |
| 2024 | Mystik Dan        | Brian Hernandez Jr. | Kenneth G. McPeek     | Lance Gasaway, 4 G Racing (Brent Gasaway), Daniel Hamby III, Valley View Farm   | 2:03:34 |
| 2023 | Mage              | Javier Castellano   | Gustavo Delgado       | OGMA Investments, Ramiro Restrepo, Sterling Racing, CMNWLTH                     | 2:01.57 |
| 2022 | Rich Strike       | Sonny Leon          | Eric Reed             | RED TR-Racing                                                                   | 2:02.61 |
| 2021 | Mandaloun         | Florent Geroux      | Brad H. Cox           | Juddmonte Farm                                                                  | 2:01.02 |
| 2020 | Authentic         | John Velazquez      | Bob Baffert           | Spendthrift Farm LLC, MyRaceHorse Stable, Madaket Stables LLC, Starlight Racing | 2:00.61 |
| 2019 | Country House     | Flavien Prat        | Bill Mott             | Mrs. J.V. Shields Jr., E. J. M. McFadden Jr. and LNJ Foxwoods                   | 2:03.93 |
| 2018 | Justify           | Mike E. Smith       | Bob Baffert           | China Horse Club, Head of Plains Partners, Starlight Racing, WinStar Farm       | 2:04.20 |
| 2017 | Always Dreaming   | John Velazquez      | Todd Pletcher         | MeB Racing, Brooklyn Boyz, Teresa Viola, St. Elias, Siena Farm, West Point      | 2:03.59 |
| 2016 | Nyquist           | Mario Gutierrez     | Doug O'Neill          | J. Paul Reddam                                                                  | 2:01.31 |
| 2015 | American Pharoah  | Victor Espinoza     | Bob Baffert           | Zayat Stables, LLC                                                              | 2:03.02 |
| 2014 | California Chrome | Victor Espinoza     | Art Sherman           | Steve Coburn & Perry Martin                                                     | 2:03.66 |
| 2013 | Orb               | Joel Rosario        | Claude McGaughey III  | Stuart S. Janney III & Phipps Stable                                            | 2:02.89 |
| 2012 | I'll Have Another | Mario Gutierrez     | Doug O'Neill          | J. Paul Reddam                                                                  | 2:01.83 |
| 2011 | Animal Kingdom    | John Velazquez      | H. Graham Motion      | Team Valor International                                                        | 2:02.04 |
| 2010 | Super Saver       | Calvin Borel        | Todd Pletcher         | WinStar Farm                                                                    | 2:04.45 |
| 2009 | Mine That Bird    | Calvin Borel        | Bennie L. Woolley Jr. | Double Eagle Ranch et al.                                                       | 2:02.66 |
| 2008 | Big Brown         | Kent Desormeaux     | Richard E. Dutrow Jr. | IEAH Stables / P. Pompa                                                         | 2:01.82 |
| 2007 | Street Sense      | Calvin Borel        | Carl Nafzger          | James B. Tafel                                                                  | 2:02.17 |
| 2006 | Barbaro           | Edgar Prado         | Michael R. Matz       | Lael Stables                                                                    | 2:01.36 |
| 2005 | Giacomo           | Mike E. Smith       | John Shirreffs        | Jerry & Ann Moss                                                                | 2:02.75 |
| 2004 | Smarty Jones      | Stewart Elliott     | John Servis           | Someday Farm                                                                    | 2:04.06 |
| 2003 | Funny Cide        | José A. Santos      | Barclay Tagg          | Sackatoga Stable                                                                | 2:01.19 |
| 2002 | War Emblem        | Victor Espinoza     | Bob Baffert           | Thoroughbred Corp.                                                              | 2:01.13 |
| 2001 | Monarchos         | Jorge F. Chavez     | John T. Ward Jr.      | John C. Oxley                                                                   | 1:59.97 |
| 2000 | Fusaichi Pegasus  | Kent Desormeaux     | Neil Drysdale         | Fusao Sekiguchi                                                                 | 2:01.0  |
| 1999 | Charismatic       | Chris Antley        | D. Wayne Lukas        | Bob & Beverly Lewis                                                             | 2:03.2  |
| 1998 | Real Quiet        | Kent Desormeaux     | Bob Baffert           | Michael E. Pegram                                                               | 2:02.2  |
| 1997 | Silver Charm      | Gary Stevens        | Bob Baffert           | Bob & Beverly Lewis                                                             | 2:02.4  |
| 1996 | Grindstone        | Jerry Bailey        | D. Wayne Lukas        | Overbrook Farm                                                                  | 2:01.0  |
| 1995 | Thunder Gulch     | Gary Stevens        | D. Wayne Lukas        | Michael Tabor                                                                   | 2:01.2  |
| 1994 | Go for Gin        | Chris McCarron      | Nick Zito             | William J. Condren & Joseph M. Cornacchia                                       | 2:03.6  |
| 1993 | Sea Hero          | Jerry Bailey        | MacKenzie Miller      | Rokeby Stables                                                                  | 2:02.4  |
| 1992 | Lil E. Tee        | Pat Day             | Lynn S. Whiting       | W. Cal Partee                                                                   | 2:03.0  |
| 1991 | Strike the Gold   | Chris Antley        | Nick Zito             | BCC Stable                                                                      | 2:03.0  |
| 1990 | Unbridled         | Craig Perret        | Carl Nafzger          | Frances A. Genter                                                               | 2:02.0  |
| 1989 | Sunday Silence    | Pat Valenzuela      | Charlie Whittingham   | H-G-W Partners                                                                  | 2:05.0  |
| 1988 | Winning Colors    | Gary Stevens        | D. Wayne Lukas        | Eugene V. Klein                                                                 | 2:02.2  |
| 1987 | Alysheba          | Chris McCarron      | Jack Van Berg         | D. & P. Scharbauer                                                              | 2:03.4  |
| 1986 | Ferdinand         | Bill Shoemaker      | Charlie Whittingham   | Elizabeth A. Keck                                                               | 2:02.8  |
| 1985 | Spend A Buck      | Ángel Cordero Jr.   | Cam Gambolati         | Dennis Diaz                                                                     | 2:00.2  |
| 1984 | Swale             | Laffit Pincay Jr.   | Woody Stephens        | Claiborne Farm                                                                  | 2:02.4  |
| 1983 | Sunny's Halo      | Eddie Delahoussaye  | David C. Cross Jr.    | David J. Foster Stable                                                          | 2:02.2  |
| 1982 | Gato Del Sol      | Eddie Delahoussaye  | Edwin J. Gregson      | Hancock & Peters                                                                | 2:02.4  |
| 1981 | Pleasant Colony   | Jorge Velásquez     | John P. Campo         | Buckland Farm                                                                   | 2:02.0  |
| 1980 | Genuine Risk      | Jacinto Vásquez     | LeRoy Jolley          | Diana M. Firestone                                                              | 2:02.0  |
| 1979 | Spectacular Bid   | Ronnie Franklin     | Bud Delp              | Hawksworth Farm                                                                 | 2:02.4  |
| 1978 | Affirmed          | Steve Cauthen       | Laz Barrera           | Harbor View Farm                                                                | 2:01.2  |
| 1977 | Seattle Slew      | Jean Cruguet        | William H. Turner Jr. | Karen L. Taylor                                                                 | 2:02.2  |
| 1976 | Bold Forbes       | Ángel Cordero Jr.   | Laz Barrera           | E. Rodriguez Tizol                                                              | 2:01.6  |
| 1975 | Foolish Pleasure  | Jacinto Vásquez     | LeRoy Jolley          | John L. Greer                                                                   | 2:02.0  |
| 1974 | Cannonade         | Ángel Cordero Jr.   | Woody Stephens        | John M. Olin                                                                    | 2:04.0  |
| 1973 | Secretariat       | Ron Turcotte        | Lucien Laurin         | Meadow Stable                                                                   | 1:59.4  |
| 1972 | Riva Ridge        | Ron Turcotte        | Lucien Laurin         | Meadow Stud                                                                     | 2:01.8  |
| 1971 | Canonero II       | Gustavo Ávila       | Juan Arias            | Edgar Caibett                                                                   | 2:03.2  |
| 1970 | Dust Commander    | Mike Manganello     | Don Combs             | Robert E. Lehmann                                                               | 2:03.4  |
| 1969 | Majestic Prince   | Bill Hartack        | Johnny Longden        | Frank M. McMahon                                                                | 2:01.8  |
| 1968 | Forward Pass      | Ismael Valenzuela   | Henry Forrest         | Calumet Farm                                                                    | 2:02.2  |
| 1967 | Proud Clarion     | Bobby Ussery        | Loyd Gentry Jr.       | Darby Dan Farm                                                                  | 2:00.6  |
| 1966 | Kauai King        | Don Brumfield       | Henry Forrest         | Ford Stable                                                                     | 2:02.0  |
| 1965 | Lucky Debonair    | Bill Shoemaker      | Frank Catrone         | Ada L. Rice                                                                     | 2:01.2  |
| 1964 | Northern Dancer   | Bill Hartack        | Horatio Luro          | Windfields Farm                                                                 | 2:00.0  |
| 1963 | Chateaugay        | Braulio Baeza       | James P. Conway       | Darby Dan Farm                                                                  | 2:01.8  |
| 1962 | Decidedly         | Bill Hartack        | Horatio Luro          | El Peco Ranch                                                                   | 2:00.4  |
| 1961 | Carry Back        | Johnny Sellers      | Jack A. Price         | Katherine Price                                                                 | 2:04.0  |
| 1960 | Venetian Way      | Bill Hartack        | Victor J. Sovinski    | Sunny Blue Farm                                                                 | 2:02.4  |
| 1959 | Tomy Lee          | Bill Shoemaker      | Frank E. Childs       | Fred & Juliette Turner                                                          | 2:02.2  |
| 1958 | Tim Tam           | Ismael Valenzuela   | Jimmy Jones           | Calumet Farm                                                                    | 2:05.0  |
| 1957 | Iron Liege        | Bill Hartack        | Jimmy Jones           | Calumet Farm                                                                    | 2:02.2  |
| 1956 | Needles           | David Erb           | Hugh L. Fontaine      | D & H Stable                                                                    | 2:03.4  |
| 1955 | Swaps             | Bill Shoemaker      | Mesh Tenney           | Rex C. Ellsworth                                                                | 2:01.8  |
| 1954 | Determine         | Raymond York        | William Molter        | Andrew J. Crevolin                                                              | 2:03.0  |
| 1953 | Dark Star         | Henry E. Moreno     | Eddie Hayward         | Cain Hoy Stable                                                                 | 2:02.0  |
| 1952 | Hill Gail         | Eddie Arcaro        | Ben A. Jones          | Calumet Farm                                                                    | 2:01.6  |
| 1951 | Count Turf        | Conn McCreary       | Sol Rutchick          | Jack J. Amiel                                                                   | 2:02.6  |
| 1950 | Middleground      | William Boland      | Max Hirsch            | King Ranch                                                                      | 2:01.6  |
| 1949 | Ponder            | Steve Brooks        | Ben A. Jones          | Calumet Farm                                                                    | 2:04.2  |
| 1948 | Citation          | Eddie Arcaro        | Ben A. Jones          | Calumet Farm                                                                    | 2:05.4  |
| 1947 | Jet Pilot         | Eric Guerin         | Tom Smith             | Maine Chance Farm                                                               | 2:06.8  |
| 1946 | Assault           | Warren Mehrtens     | Max Hirsch            | King Ranch                                                                      | 2:06.6  |
| 1945 | Hoop Jr.          | Eddie Arcaro        | Ivan H. Parke         | Fred W. Hooper                                                                  | 2:07.0  |
| 1944 | Pensive           | Conn McCreary       | Ben A. Jones          | Calumet Farm                                                                    | 2:04.2  |
| 1943 | Count Fleet       | Johnny Longden      | Don Cameron           | Fannie Hertz                                                                    | 2:04.0  |
| 1942 | Shut Out          | Wayne D. Wright     | John M. Gaver Sr.     | Greentree Stable                                                                | 2:04.4  |
| 1941 | Whirlaway         | Eddie Arcaro        | Ben A. Jones          | Calumet Farm                                                                    | 2:01.4  |
| 1940 | Gallahadion       | Carroll Bierman     | Roy Waldron           | Milky Way Farm                                                                  | 2:05.0  |
| 1939 | Johnstown         | James Stout         | Jim Fitzsimmons       | Belair Stud                                                                     | 2:03.4  |
| 1938 | Lawrin            | Eddie Arcaro        | Ben A. Jones          | Herbert M. Woolf                                                                | 2:04.8  |
| 1937 | War Admiral       | Charley Kurtsinger  | George Conway         | Glen Riddle Farm                                                                | 2:03.2  |
| 1936 | Bold Venture      | Ira Hanford         | Max Hirsch            | Morton L. Schwartz                                                              | 2:03.6  |
| 1935 | Omaha             | Willie Saunders     | Jim Fitzsimmons       | Belair Stud                                                                     | 2:05.0  |
| 1934 | Cavalcade         | Mack Garner         | Bob Smith             | Brookmeade Stable                                                               | 2:04.0  |
| 1933 | Brokers Tip       | Don Meade           | Herbert J. Thompson   | Edward R. Bradley                                                               | 2:06.8  |
| 1932 | Burgoo King       | Eugene James        | Herbert J. Thompson   | Edward R. Bradley                                                               | 2:05.2  |
| 1931 | Twenty Grand      | Charley Kurtsinger  | James G. Rowe Jr.     | Greentree Stable                                                                | 2:01.8  |
| 1930 | Gallant Fox       | Earl Sande          | Jim Fitzsimmons       | Belair Stud                                                                     | 2:07.6  |
| 1929 | Clyde Van Dusen   | Linus McAtee        | Clyde Van Dusen       | Herbert P. Gardner                                                              | 2:10.8  |
| 1928 | Reigh Count       | Chick Lang          | Bert S. Michell       | Fannie Hertz                                                                    | 2:10.4  |
| 1927 | Whiskery          | Linus McAtee        | Fred Hopkins          | Harry P. Whitney                                                                | 2:06.0  |
| 1926 | Bubbling Over     | Albert Johnson      | Herbert J. Thompson   | Edward R. Bradley                                                               | 2:03.8  |
| 1925 | Flying Ebony      | Earl Sande          | William B. Duke       | Gifford A. Cochran                                                              | 2:07.6  |
| 1924 | Black Gold        | J. D. Mooney        | Hanley Webb           | Rosa M. Hoots                                                                   | 2:05.2  |
| 1923 | Zev               | Earl Sande          | David J. Leary        | Rancocas Stable                                                                 | 2:05.4  |
| 1922 | Morvich           | Albert Johnson      | Fred Burlew           | Benjamin Block                                                                  | 2:04.6  |
| 1921 | Behave Yourself   | Charles Thompson    | Herbert J. Thompson   | Edward R. Bradley                                                               | 2:04.2  |
| 1920 | Paul Jones        | Ted Rice            | William M. Garth      | Ral Parr                                                                        | 2:09.0  |
| 1919 | Sir Barton        | Johnny Loftus       | H. Guy Bedwell        | J. K. L. Ross                                                                   | 2:09.8  |
| 1918 | Exterminator      | Willie Knapp        | Henry McDaniel        | Willis Sharpe Kilmer                                                            | 2:10.8  |
| 1917 | Omar Khayyam      | Charles Borel       | Charles T. Patterson  | Billings & Johnson                                                              | 2:04.6  |
| 1916 | George Smith      | Johnny Loftus       | Hollie Hughes         | John Sanford                                                                    | 2:04.0  |
| 1915 | Regret            | Joe Notter          | James G. Rowe Sr.     | Harry P. Whitney                                                                | 2:05.4  |
| 1914 | Old Rosebud       | John McCabe         | Frank D. Weir         | Hamilton C. Applegate                                                           | 2:03.40 |
| 1913 | Donerail          | Roscoe Goose        | Thomas P. Hayes       | Thomas P. Hayes                                                                 | 2:04.8  |
| 1912 | Worth             | Carroll H. Shilling | Frank M. Taylor       | Harry C. Hallenbeck                                                             | 2:09.4  |
| 1911 | Meridian          | George Archibald    | Albert Ewing          | Richard F. Carman                                                               | 2:05.0  |
| 1910 | Donau             | Frederick Herbert   | George Ham            | William Gerst                                                                   | 2:06.4  |
| 1909 | Wintergreen       | Vincent Powers      | Charles Mack          | Jerome B. Respess                                                               | 2:08.2  |
| 1908 | Stone Street      | Arthur Pickens      | J. W. Hall            | C. E. & J. W. Hamilton                                                          | 2:15.2  |
| 1907 | Pink Star         | Andy Minder         | William H. Fizer      | J. Hal Woodford                                                                 | 2:12.6  |
| 1906 | Sir Huon          | Roscoe Troxler      | Pete Coyne            | Bashford Manor Stable                                                           | 2:08.8  |
| 1905 | Agile             | Jack Martin         | Robert Tucker         | Samuel S. Brown                                                                 | 2:10.75 |
| 1904 | Elwood            | Shorty Prior        | Charles E. Durnell    | Lasca Durnell                                                                   | 2:08.5  |
| 1903 | Judge Himes       | Harold Booker       | John P. Mayberry      | Charles R. Ellison                                                              | 2:09.0  |
| 1902 | Alan-a-Dale       | Jimmy Winkfield     | Thomas C. McDowell    | Thomas C. McDowell                                                              | 2:08.75 |
| 1901 | His Eminence      | Jimmy Winkfield     | Frank B. Van Meter    | Frank B. Van Meter                                                              | 2:07.75 |
| 1900 | Lieut. Gibson     | Jimmy Boland        | Charles H. Hughes     | Charles Head Smith                                                              | 2:06.25 |
| 1899 | Manuel            | Fred Taral          | Robert J. Walden      | A. H. & D. H. Morris                                                            | 2:12.0  |
| 1898 | Plaudit           | Willie Simms        | John E. Madden        | John E. Madden                                                                  | 2:09.0  |
| 1897 | Typhoon II        | Buttons Garner      | Julius C. Cahn        | Julius C. Cahn                                                                  | 2:12.5  |
| 1896 | Ben Brush         | Willie Simms        | Hardy Campbell Jr.    | Mike F. Dwyer                                                                   | 2:07.75 |
| 1895 | Halma             | James Perkins       | Byron McClelland      | Byron McClelland                                                                | 2:37.5  |
| 1894 | Chant             | Frank Goodale       | H. Eugene Leigh       | H. Eugene Leigh & Robert L. Rose                                                | 2:41.0  |
| 1893 | Lookout           | Eddie Kunze         | William McDaniel      | Cushing & Orth                                                                  | 2:39.25 |
| 1892 | Azra              | Alonzo Clayton      | John H. Morris        | Bashford Manor Stable                                                           | 2:41.5  |
| 1891 | Kingman           | Isaac Murphy        | Dud Allen             | Jacobin Stable                                                                  | 2:52.25 |
| 1890 | Riley             | Isaac Murphy        | Edward Corrigan       | Edward Corrigan                                                                 | 2:45.0  |
| 1889 | Spokane           | Thomas Kiley        | John Rodegap          | Noah Armstrong                                                                  | 2:34.5  |
| 1888 | Macbeth II        | George Covington    | John Campbell         | Chicago Stable                                                                  | 2:38.25 |
| 1887 | Montrose          | Isaac Lewis         | John McGinty          | Labold Brothers                                                                 | 2:39.25 |
| 1886 | Ben Ali           | Paul Duffy          | Jim Murphy            | J. B. A. Haggin                                                                 | 2:36.5  |
| 1885 | Joe Cotton        | Erskine Henderson   | Abraham Perry         | James T. Williams                                                               | 2:37.25 |
| 1884 | Buchanan          | Isaac Murphy        | William Bird          | Samuel S. Brown & William Cottrill                                              | 2:40.25 |
| 1883 | Leonatus          | William Donohue     | Raleigh Colston Sr.   | Jack P. Chinn & George W. Morgan                                                | 2:43.0  |
| 1882 | Apollo            | Babe Hurd           | Green B. Morris       | Morris & Patton                                                                 | 2:40.25 |
| 1881 | Hindoo            | Jim McLaughlin      | James G. Rowe Sr.     | Dwyer Bros. Stable                                                              | 2:40.0  |
| 1880 | Fonso             | George Lewis        | Tice Hutsell          | J. Snell Shawhan                                                                | 2:37.50 |
| 1879 | Lord Murphy       | Charlie Shauer      | George Rice           | Darden & Co                                                                     | 2:37.00 |
| 1878 | Day Star          | Jimmy Carter        | Lee Paul              | Thomas J. Nichols                                                               | 2:37.25 |
| 1877 | Baden-Baden       | Billy Walker        | Edward D. Brown       | Daniel Swigert                                                                  | 2:38.0  |
| 1876 | Vagrant           | Robert Swim         | James Williams        | William Astor Jr.                                                               | 2:38.25 |
| 1875 | Aristides         | Oliver Lewis        | Ansel Williamson      | H. Price McGrath                                                                | 2:37.75 |

### Fotnoter
1. ↑  Hästen Medina Spirit var först över mållinjen, men diskvalificerades senare efter att ett positivt test för betametason påträffats.
2. ↑  Hästen Maximum Security, riden av Luis Saez, var först över mållinjen, men diskvalificerades senare för trängning.
3. ↑  Först i mål var Dancer's Image, riden av Bobby Ussery, men blev senare diskvalificerad efter ett positivt dopingtest tagits efter loppet. Ämnet som hittades var fenylbutazon, som nu är lagligt att användas i samband med galoppsport i många delstater, inklusive Kentucky.
4. ↑  Apollo (1882) var den enda häst att segra i löpet utan att ha tävlat som tvååring, till Justify 2018.[5]